# Fright Night
Fright Night — дебютний альбом павер-метал гурту Stratovarius, виданий в 1989 році.

## Список композицій
Автор музики Тімо Толккі. 
| #     | Назва            | Автор слів            | Тривалість |
| ----- | ---------------- | --------------------- | ---------- |
| 1.    | «Future Shock»   | Туомо Лассіла, Толккі | 4:35       |
| 2.    | «False Messiah»  | Толккі                | 5:20       |
| 3.    | «Black Night»    | Лассіла               | 3:43       |
| 4.    | «Witch-Hunt»     | Лассіла               | 3:22       |
| 5.    | «Fire Dance»     | (instrumental)        | 2:20       |
| 6.    | «Fright Night»   | Лассіла, Толккі       | 8:13       |
| 7.    | «Night Screamer» | Лассіла               | 4:48       |
| 8.    | «Darkness»       | Толккі                | 6:57       |
| 9.    | «Goodbye»        | (instrumental)        | 1:12       |
| 40:30 |                  |                       |            |

## Учасники запису
- Тімо Толккі — вокал, гітара
- Антті Іконен — клавішні
- Туомо Лассіла — ударні
- Юркі Лентонен — бас-гітара